# Maklár
Maklár je vas na Madžarskem, ki upravno spada pod podregijo Egri Županije Heves.
Tu se nahaja tudi Letališče Maklár.